# (9004) Peekaydee
(9004) Peekaydee es un asteroide perteneciente al cinturón de asteroides, descubierto el 22 de octubre de 1982 por Gregory Scott Aldering desde el Observatorio Nacional de Kitt Peak, Arizona, Estados Unidos.

## Designación y nombre
Designado provisionalmente como 1982 UZ2. Llamado así por Philip K. Dick (1928–1982) quien fue un autor estadounidense de ciencia ficción. Sus cuentos y novelas exploraron temas filosóficos, sociológicos y políticos, a menudo cuestionando lo que significa ser humano. Muchas de sus obras se han convertido en películas, como Blade Runner, Total Recall y Minority Report.

## Características orbitales
Peekaydee está situado a una distancia media del Sol de 3,194 ua, pudiendo alejarse hasta 3,702 ua y acercarse hasta 2,686 ua. Su excentricidad es 0,159 y la inclinación orbital 21,711 grados. Emplea 2085,13 días en completar una órbita alrededor del Sol.
Los próximos acercamientos a la órbita de Júpiter ocurrirán el 1 de junio de 2166, el 29 de agosto de 2177 y el 19 de noviembre de 2188.

## Características físicas
La magnitud absoluta de Peekaydee es 12,90. Tiene 13,524 km de diámetro y su albedo se estima en 0,075.